# Шевцов, Георгий Семёнович
Гео́ргий Семёнович Шевцо́в (30 апреля 1925, хутор Соколихин, Лабинский район, Краснодарский край, СССР — 21 октября 2021, Пермь, Россия) — советский и российский учёный-математик, автор учебников по линейной алгебре.

## Биография
В декабре 1942 году окончил Кунгурский лесотехникум.
В январе 1943 года добровольцем ушёл на фронт; участвовал в боевых действиях на Степном, Воронежском и 1-м Украинском фронтах, в Прохоровском сражении Курской битвы и в битве за Днепр и Киев, был дважды ранен (после второго ранения в 1944 году демобилизован), инвалид ВОВ.
В 1950 году окончил физико-математический факультет Пермского университета.
В 1956 году окончил аспирантуру Пермского университета (ученик известного алгебраиста профессора С. Н. Черникова). С 1958 года — кандидат физико-математических наук.
Сентябрь 1956 года — сентябрь 1960 года — старший преподаватель и заведующего кафедрой высшей математики Пермского вечернего машиностроительного института.
Сентябрь 1960 года — сентябрь 1961 года — заведующий кафедрой Пермского сельхозинститута.
Сентябрь 1961 года – ноябрь 1970 года — доцент кафедры высшей алгебры и геометрии; затем, с ноября 1970 года по июнь 2000 года — доцент кафедры высшей математики Пермского университета. 
С 2007 года —  почётный доцент механико-математического факультета Пермского университета.

## Научная и учебная деятельность
Тематика научных исследований Г. С. Шевцова — факторизация групп. Основные результаты его работ по теории групп включены в монографию А. Г. Куроша «Теория групп».
Научным руководителем Г. С. Шевцова был известный советский алгебраист С. Н. Черников; под его руководством на кафедре высшей алгебры и геометрии Пермского университета сложилась теоретико-групповая школа.
С. Н. Черников предложил ему обобщить конструкцию — полупрямое произведение групп, поставил задачу изучить свойства групп, разложимых в полупрямое произведение своих подгрупп. Г. С. Шевцов исследовал общие свойства этого класса групп, полностью описал класс групп, разложимых в полупрямое произведение рациональных групп, т. е. подгрупп аддитивной группы рациональных чисел. Им (совместно с В. И. Хлебутиной) был изучен класс смешанных полуразложимых групп, исследован (совместно с В. И. Хлебутиной, Г. А. Маланьиной) класс минимальных не вполне факторизуемых групп. Ряд своих научных работ он посвятил разрешимым группам, минимальным конечным несверхразрешимым группам. В одном из исследований он ввёл новую конструкцию – обобщённые полупрямые произведения групп — и изучил её свойства.
На базе своих методических разработок Г. С. Шевцов написал учебное пособие «Линейная алгебра». Оно рекомендовано Государственным комитетом Российской Федерации по высшему образованию в качестве учебного пособия для студентов высших учебных заведений, обучающихся по направлению и специальности «Математика». В  1999 году это пособие было издано в Москве издательствами "Гардарики" с грифом «Учебное пособие для высших учебных заведений».
Находясь на пенсии, Г. С. Шевцов обработал и опубликовал в 2003 году в издательстве «Финансы и статистика» (г. Москва) свои лекции в виде учебного пособия «Линейная алгебра: теория и прикладные аспекты». В 2010 и 2014 годах это учебное пособие было переиздано в московском издательстве «Магистр».
В 2008 году Г. С. Шевцов в соавторстве с О. Г. Крюковой и Б. И. Мызниковой в издательстве «Финансы и статистика» (г. Москва) выпустил учебное пособие «Численные методы линейной алгебры». В 2011 г. это пособие было переиздано в издательстве «Лань» (г. Санкт-Петербург).

## Избранные учебно-научные работы
- Шевцов Г. С. Полупрямые произведения рациональных групп. Автореферат дис. на соискание учёной степени кандидата физико-математических наук / М-во высш. образования СССР. Перм. гос. ун-т им. А. М. Горького. Пермь, 1958.
- Шевцов Г. С. Линейная алгебра : Учеб. пособие для студентов вузов / Г. С. Шевцов. 2-е изд., испр. и доп. М.: Гардарики, 1999. 358 с.
- Шевцов Г. С. Линейная алгебра: теория и прикладные аспекты. Учебное пособие для математических направлений и специальностей / Г. С. Шевцов. 4-е изд., испр. и доп. Москва : Магистр, 2019.
- Численные методы линейной алгебры. Учебное пособие для математических направлений и специальностей / Г. С. Шевцов, О. Г. Крюкова, Б. И. Мызникова. Изд. 2-е, испр. и доп. Санкт-Петербург [и др.] : Лань, 2011. 494 с.

## Иные работы
- Шевцов Г. С. Великая Отечественная в моей судьбе / Г. С. Шевцов; Перм. гос. нац. исслед. ун-т. 2-е изд., перераб. и доп. — Пермь, 2015. — 56 с.
- Шевцов Г. С. Восставший из пепла // Пермский университет. № 5. 2000. — С. 3.
- Шевцов Г. С., Половицкий Я. Д., Маланьина Г. А. О пермской алгебраической школе С. Н. Черникова // История и методология науки / Перм. гос. ун-т. Пермь, 1997. Вып. 4. С. 43-52. То же: Наш мехмат / сост. В. И. Яковлев, В. Ф. Селезнёв, Е. Н. Остапенко; Перм. гос. ун-т. Пермь, 2010. Изд. 2-е, перераб. и доп. — 484 с. — С. 114—127.
- Шевцов Г. С. Мой долгий путь в науку // Наш мехмат / сост. В. И. Яковлев, В. Ф. Селезнёв, Е. Н. Остапенко; Перм. гос. ун-т. — Пермь, 2010. — С. 168—173.
- Шевцов Г. С. Подвиг вчерашний рождает подвиг сегодняшний // Пермский университет в воспоминаниях современников / Сост. А. С. Стабровский. Пермь: Пермский университет, 1995. Вып. II. Ради жизни на земле. — 160 с. — С. 81.

## Награды
- Орден Красной Звезды.
- Орден Отечественной войны 1 степени.
- Медаль «За победу над Германией в Великой Отечественной войне 1941—1945 гг.».
- Юбилейная медаль «Двадцать лет Победы в Великой Отечественной войне 1941—1945 гг.».
- Юбилейная медаль «Тридцать лет Победы в Великой Отечественной войне 1941—1945 гг.».
- Юбилейная медаль «75 лет Победы в Великой Отечественной войне 1941—1945 гг.»
- Юбилейная медаль «50 лет Вооружённых Сил СССР».
- Юбилейная медаль «60 лет Вооружённых Сил СССР».
- Медаль Жукова.
- Почётный знак «За отличные успехи в области высшего образования СССР».